# Нострадамус (фильм)
«Нострада́мус» (англ. Nostradamus) — кинофильм, биографическая драма режиссёра Роджера Кристиана.

## Сюжет
История жизни и судьбы известного средневекового врача, астролога и предсказателя Нострадамуса.
Европа XVI века. Молодой врач начинает эксперименты по поиску лекарства от чумы, которая уносит тысячи жизней. Смелые идеи и неожиданные предсказания Нострадамуса опережают время и становятся угрозой для него и его семьи. Только покровительство Екатерины Медичи и Карла IX позволяет ему продолжить творчество. Уже при жизни Нострадамуса современники признают его научные достижения и предсказания — он заканчивает свои дни в почётной должности придворного врача.

## В ролях
- Чеки Карио — Нострадамус
- Рутгер Хауэр — мистический монах
- Ф. Мюррей Абрахам — Джулиус Скалинджер
- Аманда Пламмер — Екатерина Медичи
- Джулия Ормонд — Мари
- Ассумпта Серна — Анна
- Энтони Хиггинс — король Генрих II
- Майя Моргенштерн — Хелен
- Майкл Бирн — инквизитор